# Oberbronn
Oberbronn település Franciaországban, Bas-Rhin megyében. Lakosainak száma 1416 fő (2022. január 1.). Oberbronn Baerenthal, Philippsbourg, Gumbrechtshoffen, Niederbronn-les-Bains, Offwiller, Reichshoffen és Zinswiller községekkel határos.

## Népesség
A település népességének változása:
| Lakosok száma | 1503 | 1542 | 1584 | 1570 | 1563 | 1554 | 1508 | 1462 | 1416 |
|               | 2013 | 2015 | 2016 | 2017 | 2018 | 2019 | 2020 | 2021 | 2022 |